# Woleai
Woleai lub Oleai – miasto i atol składający się z dwudziestu dwóch wysepek, położony w zachodnim łańcuchu archipelagu Karolinów na Pacyfiku. Administracyjnie stanowi dystrykt legislacyjny stanu Yap w Sfederowanych Stanach Mikronezji. Znajduje się około 57 km na południowy zachód od Ifaliku i 108 km na północny wschód od Eauripiku. Woleai (czasem Falalap) to również nazwa największej z wysepek tworzących atol; leży na jego północno-wschodnim krańcu.
W roku 2000 liczba mieszkańców atolu wynosiła 975 osób.

## Geografia
Wysepki tworzą podwójny atol tworząc razem kształt cyfry „8” o długości 11,5 km i szerokości 7 km, przy czym większość raf koralowych południowego pasa nie wystaje ponad wodę. Na północy i wschodzie znajduje się kilka, relatywnie dużych wysepek. Zachodnia laguna jest większa i głębsza od wschodniej. Obie są częściami tej samej góry podwodnej. Ogólna powierzchnia lądowa obu komponentów wynosi zaledwie 4,5 km².

## Historia
Woleai, wraz z całym archipelagiem Karolinów, zostało w roku 1899 odkupione od Hiszpanii przez Cesarstwo Niemieckie. Po I wojnie światowej wyspy dostały się, jako terytorium mandatowe, pod kontrolę Cesarstwa Japońskiego. 
W roku 1944, gdy siły alianckie zaczęły zbliżać się do archipelagu Marianów, Woleai została silnie ufortyfikowana i obsadzona przez 6426 żołnierzy 50 Niezależnej Mieszanej Brygady Cesarskiej Armii Japońskiej, a także 44 Oddział Bazowy i 216 Oddział Inżynieryjno-Budowlany Japońskiej Cesarskiej Marynarki Wojennej. Wysepka Wolfe została w całości zniwelowana i przekształcona w lotnisko polowe z 1000-metrowym pasem startowym i 700-metrową drogą dobiegową. U południowo-zachodniego brzegu wysepki Woleai powstało kotwicowisko dla wodnosamolotów. 
Atol i jego instalacje militarne były w okresie od jesieni 1944 do połowy 1945 roku wielokrotnie bombardowane, co zmusiło obrońców do ciągłego krycia się w wykutych i naturalnych podziemnych kryjówkach. Amerykanie odizolowali wyspy i odcięli wszelkie dostawy zaopatrzenia. Do dnia kapitulacji Japonii z całego garnizonu żyło jeszcze 1650 ludzi, reszta padła ofiarą głodu i chorób. Ratunek ocalonym przyniósł 17 września 1945 roku niszczyciel USS „Sloat” (DE-245), którego dowódca przyjął kapitulację garnizonu i sprowadził japoński sztatek szpitalny.
Po wojnie atol znalazł się pod kontrolą USA. Od roku 1947 administrowany był jako część Powierniczego Terytorium Wysp Pacyfiku, a w 1979 wszedł w skład Sfederowanych Stanów Mikronezji.

## Transport
Na atolu funkcjonuje port lotniczy Woleai.